# قانون التأمين

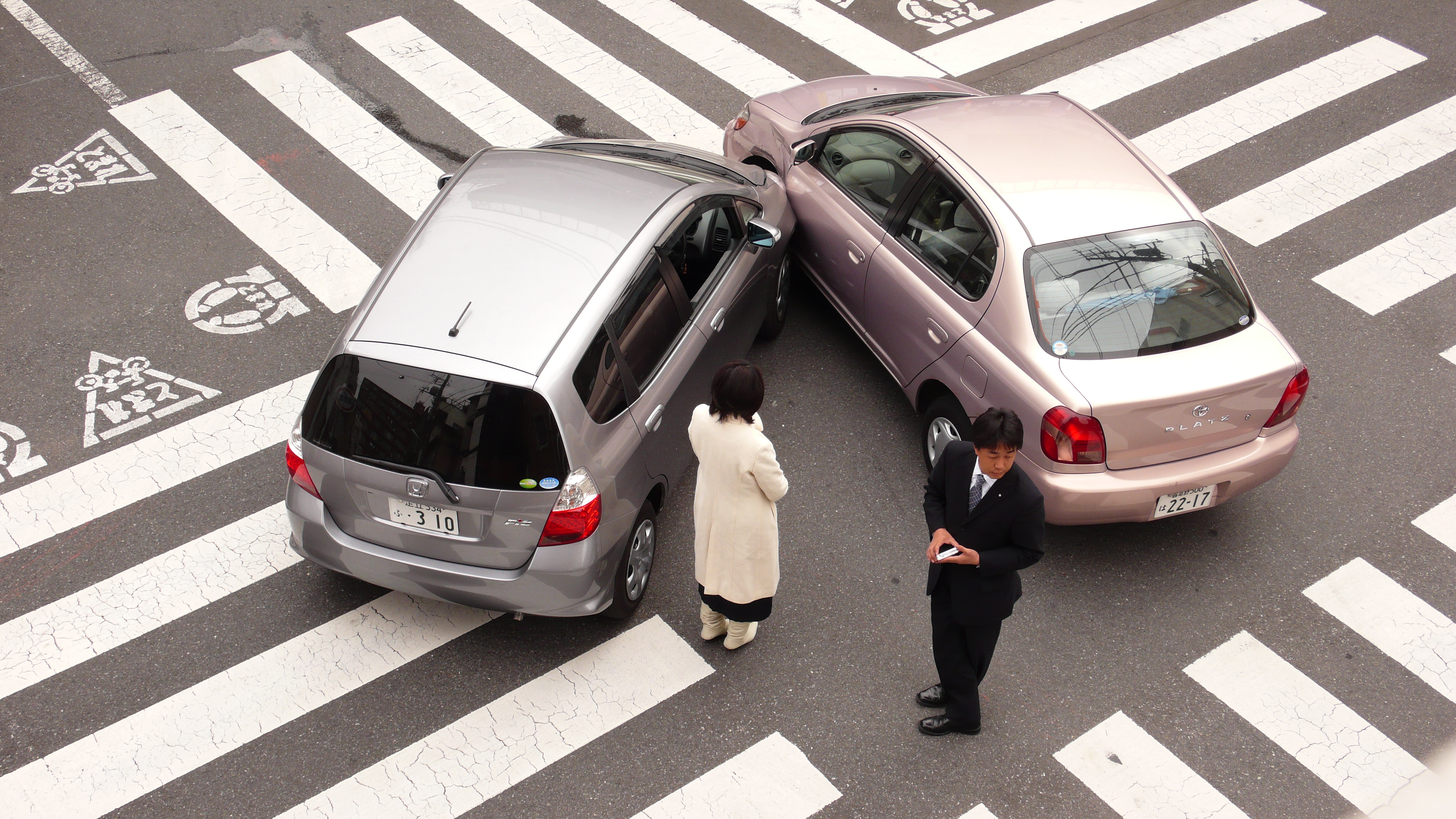

قانون التأمين هو ممارسة القانون في أمور تختص بالتأمين، بما في ذلك بوالص التأمين والمطالبات بتعويضات. يمكن تقسيمه إجمالًا إلى ثلاث فئات، تنظيم أعمال التأمين وتنظيم محتوى بوالص التأمين وخاصة ما يتعلق ببوالص المستهلك، وتنظيم معالجة المطالبات.

## التاريخ
لربما كان التأمين البحري أول أشكال التأمين، على الرغم من وجود أشكال من التبادلية (التأمين الذاتي الجماعي) قبل ذلك. نشأ التأمين البحري بين تجار الرابطة الهانزية وممولي لومباردي في القرنين الثاني عشر والثالث عشر، مسجلين باسم شارع لومبارد في مدينة لندن، أقدم سوق للتأمين تجاري. في تلك الأيام الأولى، اقترن التأمين جوهريًا بتوسع النشاط التجاري، واستغلال مصادر جديدة من الذهب والفضة والتوابل والفراء وغيرها من السلع الثمينة، بما في ذلك العبيد، من العالم الجديد. بالنسبة لهؤلاء المغامرين التجاريين، كان التأمين هو «الوسيلة التي، عند فقدان أو هلاك أي سفينة، تقسم الخسارة على الكثير من الأشخاص بدل شخص واحد، إذ إن التجار، وخاصة الأصغر سنًا بينهم، يميلون للمغامرة بحرّية».
جعل التوسع في التجارة البحرية الإنجليزية لندن مركز سوق التأمين الذي كان، بحلول القرن الثامن عشر، الأكبر في العالم. جلس المؤمِّنون في الحانات أو المقاهي العصرية مثل تلك التي يديرها إدوارد لويد في شارع لومبارد، يدرسون تفاصيل «مغامرات» تجارية يقترحها البحارة ليحددوا نسبة المخاطر التي سيتحملونها بكتابة توقيهم أو مهره على الوثائق المعروضة عليهم.
في الوقت نفسه، طوّر القاضي في القرن الثامن عشر وليام موراي، لورد منطقة مانسفيلد، قانون التأمين الأساسي ، وهو قانون لم يُجرَ عليه أي تعديل كبير حتى يومنا هذا، على الأقل فيما يتعلق بالأعمال التجارية غير الاستهلاكية في الولايات القضائية المشتركة. استنبط مانسفيلد قانونه من بعض السلطات الأجنبية والتجار الأذكياء.
يمكن اعتبار تلك المبادئ الرئيسية قانونًا عامًا للبحار وقانونًا عامًا للتجار، وهي أصبحت سائدة في جميع أنحاء العالم التجاري، وكان يسهل الرجوع إليها في كل مسائل التأمين. من هنا أتت شهرته العظيمة في أحكامه، وبالتالي الاحترام الذي يلقاه في البلدان الأجنبية.
بحلول القرن التاسع عشر، نُظّمت عضوية لويدز، وفي عام 1871، صدر قانون لويدز الذي أنشأ شركة لويدز لتكون بمثابة سوق للأعضاء. في الجزء الأول من القرن العشرين، دُوّنت الهيئة الجماعية لقانون التأمين العام في عام 1904 لتصبح قانون التأمين البحري لعام 1906، ما أدى إلى اختلاف قانون التأمين البحري عن قانون التأمين غير البحري، على الرغم من أنهما يستندان بشكل أساسي إلى نفس المبادئ.

## مبادئ التأمين
تنشأ الاختصاصات القانونية للقانون العام لدى الأعضاء السابقين في الإمبراطورية البريطانية، بما في ذلك الولايات المتحدة وكندا والهند وجنوب إفريقيا وأستراليا، من قانون إنجلترا وويلز. إن ما يميز ولايات القانون العام عن نظيراتها في القانون المدني هو مفهوم القانون الذي يصدره القاضي ومبدأ حل الأزمات. لتبسيط الفكرة يمكن القول أن المحاكم ملزمة بالقرارات السابقة للمحاكم ذات المكانة المماثلة أو الأعلى. في سياق قانون التأمين، يعني هذا الكلام أن قرارات القضاة التجاريين الأوائل مثل مانسفيلد ولورد إلدون وبولر سواء في إنجلترا وويلز أو خارجها، كانت على الأقل مقنعة للغاية لخلفائهم الذين يدرسون مسائل قانونية مماثلة.
في القانون العام، يتمثل المفهوم المحدد لعقد التأمين التجاري بنقل المخاطر التي يجري التفاوض بشأنها بحرية بين الأطراف المقابلة ذات القدرة التفاوضية المماثلة، سواء كانوا يستحقون بالتساوي حماية المحاكم أم لا يستحقون. يتمتع الضامن أو المؤمن بميزة تحديد الحدود الدقيقة للتغطية، من خلال صياغة شروط البوليصة. يتمتع المؤمن له المحتمل بميزة متساوية ومعاكسة تتمثل في معرفة المخاطر المحددة المقترحة للتأمين بأفضل تفاصيل يمكن أن يقدمها الضامن أو المؤمّن. لذلك، فإن القرارات الأساسية المتعلقة بالتأمين التجاري الإنكليزي هي المبادئ المرتبطة القائلة بأن المؤمِّن ملزمٌ بشروط بوليصته، وأن الخطر على النحو الموصوف له، وأنه لا يوجد شيء قد أخفي أو حرّف للتأثير على قراره.
في الدول المحكومة بالقانون المدني، عادة ما يكون التأمين مرتبطًا بشكل وثيق بحماية المستضعفين، بدلاً من كونه أداة لتشجيع روح المبادرة من خلال توزيع المخاطر. تميل ولايات القانون المدني، بعبارات عامة للغاية، إلى تنظيم محتوى اتفاقية التأمين عن كثب، لصالح المؤمن له أكثر منه لصالح الضامن، أكثر من ولايات القانون العام، حيث يكون المؤمن محميًا بشكل أفضل من احتمال التعرض لمخاطر أكبر من تلك التي فاوض عليها. نتيجة لذلك، تطبق معظم النظم القانونية في جميع أنحاء العالم مبادئ القانون العام عند الفصل في نزاعات التأمين التجاري، حيث من المقبول أن يكون المؤمِّن والمؤمَن له شركاء متساوين إلى حد ما في تقاسم أعباء المخاطر الاقتصادية.

## تنظيم شركات التأمين
تهدف القوانين الناظمة للتأمين، التي تنظم أعمال التأمين، عادة إلى ضمان ملاءة شركات التأمين. وبالتالي، فإن هذا النوع من التنظيم يحكم الرسملة ومعدلات العمليات  المساندة المختلفة.

### الاتحاد الأوروبي
لكل من الدول الأعضاء في الاتحاد الأوروبي هيئات التأمين الخاصة بها. مع ذلك، فإن قوانين الاتحاد الأوروبي التنظيمية تضع نظمًا احترازية منسقة في جميع أنحاء الاتحاد. لأنها تخضع لتنظيمات وقائية منسقة، وبما يتماشى مع المعاهدة الأوروبية (التي تنص على أن أي شخص قانوني أو طبيعي يكون مواطناً في دولة عضو في الاتحاد حر في أن يؤسس لنفسه أو يقدم الخدمات في أي مكان داخل الاتحاد الأوروبي)، يمكن لأي شركة تأمين مرخصة أن تنشئ فرعًا لها و/أو توفر تغطية تأمينية عبر الحدود (من خلال عملية تُعرف باسم «حرية توفير الخدمات») في أي دولة أخرى من الدول الأعضاء دون أن تخضع للتنظيم من قبل مشرّعي تلك الدول. يُعرف توفير الخدمات عبر الحدود بهذه الطريقة باسم «باسبورتينغ».

### الهند
مرّ قطاع التأمين بمجموعة كاملة من المراحل بدءًا من كونه قطاعًا غير منظم إلى قطاع منظم بشكل كامل، ليعاد ويُحرّر جزئيًا وهو اليوم محكوم بعدد من التشريعات. كان قانون شركات التأمين على الحياة الهندي عام 1912 أول قانون في الهند ينظم أعمال التأمين على الحياة. كان قانون التأمين لعام 1938 أول تشريع يحكم جميع أشكال التأمين ويوفر رقابة صارمة من الدولة على أعمال التأمين. أُمّم التأمين على الحياة في الهند بالكامل في 19 يناير من العام 1956، من خلال قانون التأمين على الحياة. دُمجت جميع شركات التأمين العاملة في البلاد والتي يبلغ عددها 245 شركة في كيان واحد، هو شركة التأمين على الحياة في الهند.
سُن قانون أعمال التأمين العام لعام 1972 لتأميم حوالي 100 شركة تأمين عام، ثم دمجها بعد ذلك في أربع شركات. دُمجت جميع الشركات في ناشونال إنشورنس ونيو إنديا أشورنس وأورينتال إنشورنس ويونايتد إنديا إنشورنس ومقراتها في كل من المدن الأربعة الكبرى.
حتى عام 1999، لم تكن هناك شركات تأمين خاصة في الهند. بعد ذلك التاريخ، أقرّت الحكومة قانون هيئة تنظيم وتنمية التأمين عام 1999، ما أدى إلى إلغاء تنظيم قطاع التأمين والسماح للشركات الخاصة بالعمل. إضافة إلى ذلك، سُمح بالاستثمار الأجنبي، فسمح للأجانب بالاكتتاب بنسبة 26% بشركات التأمين الهندية، وفي عام 2015، رفعت النسبة المسموح بها إلى 49% بشروط معينة.
عام 2006، أقر البرلمان الهندي قانون خبراء التأمين لقوننة وتنظيم المهنة كما هي الحال مع المحاسبين القانونيين وكتاب العدل والمحامين والمهندسين المعماريين وأمناء الشركات. الحد الأدنى المطلوب بموجب التشريع لإنشاء أعمال التأمين لرأس المال هو 80 مليون دولار أمريكي (400 روبية).